# 唯識
唯識（ゆいしき、サンスクリット: विज्ञप्तिमात्रता Vijñapti-mātratā）とは、個人、個人にとってのあらゆる諸存在が、唯（ただ）、8種類の識（八識）によって成り立っているという大乗仏教の見解の一つである（瑜伽行唯識学派）。ここで、8種類の識とは、五種の感覚（視覚、聴覚、嗅覚、味覚、触覚）、意識、2層の無意識を指す。よって、これら8種の識は総体として、ある個人の広範な表象、認識行為を内含し、あらゆる意識状態やそれらと相互に影響を与え合うその個人の無意識の領域をも内含する。
あらゆる諸存在が個人的に構想された識でしかないのならば、それら諸存在は主観的な存在であり客観的な存在ではない。それら諸存在は無常であり、時には生滅を繰り返して最終的に過去に消えてしまうであろう。即ち、それら諸存在は「空」であり、実体のないものである（諸法空相）。このように、唯識は大乗仏教の空（）の思想を基礎に置いている。また、唯識と西洋哲学でいう唯心論とは、基本的にも、最終的にも区別される（後述）。

## 概要
唯識思想では、各個人にとっての世界はその個人の表象（イメージ）に過ぎないと主張し、八種の「識」を仮定（八識説）する。

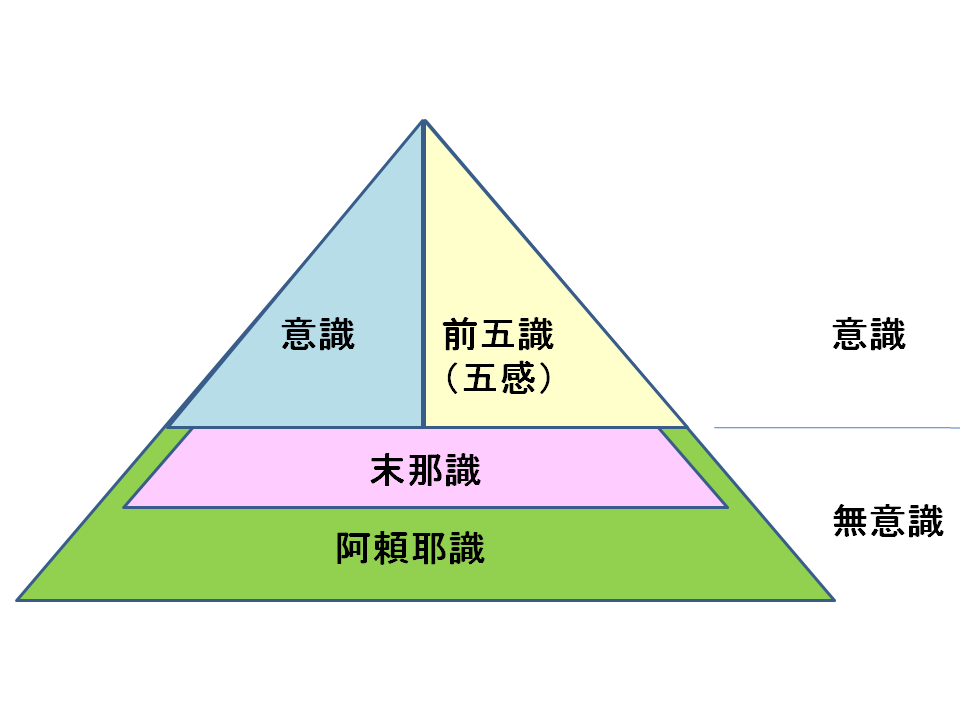
八識説の概念図の一例

- まず、視覚や聴覚などの感覚も唯識では識であると考える。感覚は5つあると考えられ、それぞれ眼識（げんしき、視覚）・耳識（にしき、聴覚）・鼻識（びしき、嗅覚）・舌識（ぜつしき、味覚）・身識（しんしき、触覚など）と呼ばれる。これは総称して「前五識」と呼ぶ。
- その次に意識、つまり自覚的意識が来る。6番目なので「第六意識」と呼ぶことがあるが同じ意味である。また前五識と意識を合わせて六識または現行（）という。
- その下に末那識（）と呼ばれる潜在意識が想定されており、寝てもさめても自分に執着し続ける心であるといわれる。熟睡中は意識の作用は停止するが、その間も末那識は活動し、自己に執着するという。
- さらにその下に阿頼耶識（あらやしき, ālaya-vijñāna）という根本の識があり、この識が前五識・意識・末那識を生み出し、さらに身体を生み出し、他の識と相互作用して我々が「世界」であると思っているものも生み出していると考えられている。

あらゆる諸存在が個人的に構想された識でしかないのならば、それら諸存在は主観的な存在であり客観的存在ではない。それら諸存在は無常であり、時には生滅を繰り返して最終的に過去に消えてしまうであろう。即ち、それら諸存在（色）は「空」であり、実体のないものである（色即是空）。
唯識は、4世紀インドに現れた瑜伽行唯識学派（ゆがぎょうゆいしきがくは 唯識瑜伽行派とも）、という初期大乗仏教の一派によって唱えられた認識論的傾向を持つ思想体系である。瑜伽行唯識学派は、中観派の「空（）」思想を受けつぎながらも、とりあえず心の作用は仮に存在するとして、その心のあり方を瑜伽行（ヨーガの行・実践）でコントロールし、また変化させて悟りを得ようとした（唯識無境=ただ識だけがあって外界は存在しない）。
この世の色（しき、物質）は、ただ心的作用のみで成り立っている、とするので西洋の唯心論と同列に見られる場合がある。しかし東洋思想及び仏教の唯識論では、その心の存在も仮のものであり、最終的にその心的作用も否定される（境識倶泯（）、外界も識も消えてしまう）。したがって唯識と唯心論はこの点でまったく異なる。また、唯識は無意識の領域を重視するために、「意識が諸存在を規定する」とする唯心論とは明らかに相違がある。
唯識思想は後の大乗仏教全般に広く影響を与えた。

## 識の相互作用と悟り
唯識は語源的に見ると、「ただ認識のみ」という意味である。

### 心の外に「もの」はない
大乗仏教の考え方の基礎は、この世界のすべての物事は縁起、つまり関係性の上でかろうじて現象しているものと考える。唯識説はその説を補完して、その現象を人が認識しているだけであり、心の外に事物的存在はないと考える。これを「唯識無境」（「境」は心の外の世界）または唯識所変の境（外界の物事は識によって変えられる）という。また一人一人の人間は、それぞれの心の奥底の阿頼耶識の生み出した世界を認識している（人人唯識）。他人と共通の客観世界があるかのごとく感じるのは、他人の阿頼耶識の中に自分と共通の種子（倶有の種子（）、後述）が存在するからであると唯識では考える。

### 阿頼耶識と種子のはたらき
人間がなにかを行ったり、話したり、考えたりすると、その影響は種子（しゅうじ、阿頼耶識の内容）と呼ばれるものに記録され、阿頼耶識のなかにたくわえられると考えられる。これを薫習（）という。ちょうど香りが衣に染み付くように行為の影響が阿頼耶識にたくわえられる（現行薫種子（））。このため阿頼耶識を別名蔵識、一切種子識とも呼ぶ。阿頼耶識の「阿頼耶」(ālaya)は「蔵」という意味のサンスクリット語である。さらに、それぞれの種子は、阿頼耶識の中で相互に作用して、新たな種子を生み出す可能性を持つ（種子生種子（））。
また、種子は阿頼耶識を飛び出して、末那識・意識に作用することがある。さらに、前五識（視覚・聴覚・嗅覚・味覚・触覚）に作用すると、外界の現象から縁を受けることもある。この種子は前五識から意識・末那識を通過して、阿頼耶識に飛び込んで、阿頼耶識に種子として薫習される。これが思考であり、外界認識であるとされる（種子生現行（））。このサイクルを阿頼耶識縁起（）と言う。

### 最終的には心にも実体はない
このような識の転変は無常であり、一瞬のうちに生滅を繰り返す（刹那滅）ものであり、その瞬間が終わると過去に消えてゆく。
このように自己と自己を取り巻く世界を把握するから、すべての「物」と思われているものは「現象」でしかなく、「空」であり、実体のないものである。しかし同時に、種子も識そのものも現象であり、実体は持たないと説く。これは西洋思想でいう唯心論とは微妙に異なる。心の存在もまた幻のごとき、夢のごとき存在（空）であり、究極的にはその実在性も否定される（境識倶泯）。
単に「唯識」と言った場合、唯識宗（法相宗）・唯識学派・唯識論などを指す場合がある。

## 唯識思想の特色
仏教の中心教義である無常・無我を体得するために、インド古来の修行方法であるヨーガをより洗練した瑜伽行（瞑想）から得られた智を教義の面から支えた思想体系である。
1. 心の動きを分類して、八識を立てる。とりわけ、末那識と阿頼耶識は深層心理として無意識の分野に初めて注目した。
2. 自らと、自らが認知する外界のあり方を、三性（）説としてまとめ、修行段階によって世界に対する認知のありようが異なることを説明した。
3. ヨーガを実践することによって「唯識観」という具体的な観法を教理的に組織体系化した。
4. 『法華経』などの説く一乗は方便であるとし、誰もが成仏するわけではないことを説いた。（五性各別）
5. 成仏までには三大阿僧祇劫（）と呼ばれるとてつもない時間がかかるとした。
6. 『般若経』の空を受けつぎながら、まず識は仮に存在するという立場に立って、自己の心のあり方を瑜伽行の実践を通して悟りに到達しようとする。

## 成立と発展
唯識はインドで成立、体系化され、中央アジアを経て、中国・日本と伝えられ、さらにはチベットにも伝播して、広く大乗仏教の根幹をなす体系である。倶舎論とともに仏教の基礎学として学ばれており、現代も依然研究は続けられている。

### インドにおける成立と展開
唯識は、初期大乗経典の『般若経』の「一切皆空」と『華厳経』十地品の「三界作唯心」の流れを汲んで、中期大乗仏教経典である『解深密経（）』『大乗阿毘達磨経（）』として確立した。そこには、瑜伽行（瞑想）を実践するグループの実践を通した長い思索と論究があったと考えられる。
論としては弥勒（マイトレーヤ）を発祥として、無著（アサンガ）と世親（ヴァスバンドゥ）の兄弟によって大成された。無著は「摂大乗論（）」を、世親は「唯識三十頌（）」「唯識二十論」等を著した。「唯識二十論」では「世界は個人の表象、認識にすぎない」と強く主張する一方、言い表すことのできない実体があるとした。「唯識三十頌」では上述の八識説を唱え、部分的に深層心理学的傾向や生物学的傾向を示した。弥勒に関しては、歴史上の実在人物であるという説と、未来仏としていまは兜率天（）にいる弥勒菩薩であるという説との2つがあり、決着してはいない。
世親のあとには十大弟子が出現したと伝えられる。5世紀はじめごろ建てられたナーランダ大僧院（Nālanda）において、唯識はさかんに研究された。6世紀の始めに、ナーランダ出身の徳慧（グナマティ、Guṇamati）は西インドのヴァラビー（Valabhī）に移り、その弟子安慧（スティラマティ、sthiramati）は、世親の著書『唯識三十頌』の註釈書をつくり、多くの弟子を教えた。この系統は「無相唯識派」（nirākāravādin）と呼ばれている。
この学派は、真諦（パラマールタ、paramārtha）によって中国に伝えられ、地論宗や摂論宗として一時期、大いに研究された。
一方、5世紀はじめに活躍した陳那（ディグナーガ、Dignāga）は、世親の著書『唯識二十論』の理論をさらに発展させて、『観所縁論』（ālambanaparīkṣā）をあらわして、その系統は「有相唯識派」(sākāravādin)と呼ばれるが、無性（アスヴァバーヴァ、asvabhāva、6C前半頃）・護法（ダルマパーラ、Dharmapāla）に伝えられ、ナーランダ寺院において、さかんに学ばれ、研究された。

### 中国・日本への伝播
中国からインドに渡った留学僧、玄奘三蔵は、このナーランダ寺において、護法の弟子戒賢（シーラバドラ、śīlabhadra）について学んだ。帰朝後、『唯識三十頌』に対する護法の註釈を中心に据えて、他の学者たちの見解の紹介と批判をまじえて翻訳したのが『成唯識論（）』である。
そして、この書を中心にして玄奘の弟子の慈恩大師基（もしくは窺基（））によって法相宗（）が立てられ、中国において極めて論理学的な唯識の研究が始まった。実質的な開祖は基であるため、法相宗では玄奘を鼻祖（）と呼び分けている。その後、玄奘の訳経と知名度等により中国の法相宗は隆盛し、その結果、真諦の訳した論書を基に起こった地論宗や摂論宗は衰退することとなった。
その後、法相宗は道昭・智通・智鳳・玄昉などによって日本に伝えられ、奈良時代さかんに学ばれ南都六宗のひとつとなった。その伝統は主に奈良の興福寺・法隆寺・薬師寺、京都の清水寺に受けつがれ、江戸時代にはすぐれた学僧が輩出し、倶舎論（）とともに仏教学の基礎学問として伝えられた。唯識や倶舎論は非常に難解なので「唯識三年倶舎八年」という言葉もある。明治時代の廃仏毀釈により日本の唯識の教えは一時非常に衰微したが、法隆寺の佐伯定胤の努力により復興した。法隆寺が聖徳宗として、また清水寺が北法相宗として法相宗を離脱した現在、日本法相宗の大本山は興福寺と薬師寺の二つとなっている。

## 識の転変
唯識思想は、この世界はただ識、表象もしくは心のもつイメージにすぎないと主張する。外界の存在は実は存在しておらず、存在しているかのごとく現われ出ているにすぎない。これを『華厳経』などでは次のように説いている。
その心の動きを「識 (vijñāna) の転変 (pariṇāma)」と言う。その転変には三種類あり、それは
1. 異熟（） - 行為の成熟
2. 思量（） - 思考と呼ばれるもの
3. 了別（） - 対象の識別

の3つである。識の転変は構想である。それによって構想されるところのものは実在ではない。したがってこの世界全体はただ識別のみにすぎない。

### 第一能変
異熟というのは、阿頼耶識（根源的と呼ばれる識知）のことであり、あらゆる種子 (bīja) を内蔵している。感触・注意・感受・想念・意志をつねに随伴する。感受は不偏であり、かつそれは障害のない中性である。感触その他もまた、同様である。そして、根源的識知は激流のごとく活動している。「暴流の如し」

### 第二能変
末那識 (mano nāma vijñāna) は、阿頼耶識にもとづいて活動し、阿頼耶識を対象として、思考作用を本質とする。末那識には、障害のある中性的な四個の煩悩がつねに随伴する。我見（個人我についての妄信）、我痴（個人我についての迷い）、我慢（個人我についての慢心）、我愛（個人我への愛着）と呼ばれる。なかでもとくに、当人が生まれているその同じ世界や地位に属するもののみを随伴する。さらにその他に感触などを随伴する。
この末那識は自我意識と呼んでもよい。つねに煩悩が随伴するので「汚れた意（マナス）」とも呼ばれる。この末那識と意識によって、思量があり、その意業の残滓はやはり種子として阿頼耶識に薫習される。

### 第三能変
了別とは、第三の転変であり、6種の対象を知覚することである。
六識は、それぞれ眼識が色（しき、rūpa）を、耳識が声を、鼻識が香を、舌識が味を、身識が触（触れられるもの）を、意識が法（考えられる対象、概念）を識知・識別する。そしてこの六識もまた阿頼耶識から生じる。そして末那識とこの六識とが「現勢的な識」であり、我々が意識の分野としているもので、阿頼耶識は無意識としているものである。
これまでの説明は、阿頼耶識から末那識および六識の生ずる流れ（種子生現行）だが、同時に後二者の活動の余習が阿頼耶識に還元されるという方向（現行薫種子）もある。それがアーラヤ（=蔵）という意味であり、相互に循環している。
識を含むどのような行為（業）も一刹那だけ現在して、過去に過ぎて行く。その際に、阿頼耶識に余習を残す。それが種子として阿頼耶識のなかに蓄積され、それが成熟して、「識の転変」を経て、再び諸識が生じ、再び行為が起ってくる。

### 三性
このような識の転変によって、存在の様態をどのように見ているかに、3つあるとする。
1. 遍計所執性（へんげしょしゅうしょう, parikalpita）　構想された存在　凡夫の日常の認識。
2. 依他起性（えたきしょう, paratantra）　　相対的存在、他に依存する存在
3. 円成実性（えんじょうじっしょう, pariniṣpanna）　　絶対的存在、完成された存在

このような見方は唯識を待つまでもなく大乗仏教の基本であり、その原型が既に般若経に説かれている。
遍計所執性とは、阿頼耶識・末那識・六識によってつくり出された対象に相当して、存在せず、空である。
依他起性とは相対的存在であり、構想ではあるが、物事はさまざまな機縁が集合して生起したもの（縁起）であるととらえることである。阿頼耶識をふくむ全ての識の構想ではあるけれども、すでにその識の対象が無であることが明らかとなれば、識が対象と依存関係にあるこの存在もまた空である。
円成実性は、仏の構想であり、絶対的存在とも呼べるものである。これは依他起性と別なものでもなく、別なものでもないのでもない。依他起性から、その前の遍計所執性をまったく消去してしまった状態が円成実性である。
以上の如く、般若経の段階では三性としてまとめて整理記述しているわけではない。時代を下って『解深密経』（玄奘訳）を待って初めて、諸法に三種の相があると説く。これは法が三種類あるということではなく、法は見る人の境地によって三通りの姿かたちが顕れているということである。
相は性による、という間接的な表現となっているが、唯識の論書では、遍計所執性、依他起性、円成実性の三性という表現になり、精緻な論が展開されるようになる。
三性のなかで、第一の遍計所執性はその性格からみて、すでに無存在である。つぎに依他起性は、自立的存在性を欠くから、やはり空である。また、同じ依他起性は存在要素の絶対性としては、第三の円成実性である。そして、どういう境地においても、真実そのままの姿であるから真如と呼ばれる。その真如は、とりもなおさず「ただ識別のみ」という真理である。これを自覚することが、迷いの世界からさとりの世界への転換にほかならない。
しかし、実践の段階において、「ただ識別のみ」ということにこだわってはならない。認識活動が現象をまったく感知しないようになれば、「ただ識別のみ」という真理のなかに安定する。なぜなら、もし認識対象が存在しなければ、それを認識することも、またないからである。それは心が無となり、感知が無となった。それは、世間を超越した認識であり、煩悩障（自己に対する執着）・所知障（外界のものに対する執着）の二種の障害を根絶することによって、阿頼耶識が変化を起こす（転識得智（））。これがすなわち、汚れを離れた領域であり、思考を超越し、善であり、永続的であり、歓喜に満ちている。それを得たものは解脱身であり、仏陀の法と呼ばれる（大円鏡智（））。

### 修行の階梯
唯識では成仏に三大阿僧祇劫（）と呼ばれるとてつもなく長い時間の修行が必要だとされる。その階梯は、資糧位（）、加行位（）、通達位（）、修習位（）、究竟位（）の五段階である。

### 転識得智
修行の結果悟りを開き仏になると、8つの「識」は「智」に転ずる。これを転識得智（）という。
1. 前五識は成所作智（）に
2. 意識は妙観察智（）に
3. 末那識は平等性智（）に
4. 阿頼耶識は大円鏡智（）に転ずるとされている。

転識得智の考え方は天台宗や真言宗、チベット密教のニンマ派にも受け継がれている。

## 唯心と唯識
『華厳経』では、「集起の義」について唯心という。『華厳経』は、覚った仏の側から述べているので、すべての存在現象が、そのままみずからの心のうちに取り込まれて、全世界・全宇宙が心の中にあると言う。そこで、すべての縁起を集めているから「集起の義」について唯心と言う。
唯識論では、「了別の義」について唯識という。唯識では凡夫（われわれ普通の人間）の側から述べているので、人間のものの考え方について見ていこうとしている。すべての存在現象は人間が認識することによって、みずからが認識推論することのできる存在現象となりえているから、みずからが了承し分別している。そこで「了別の義」について唯識という。心ではなく、識としているのは、それぞれの了別する働きの体について「識」としているのであって、器官ではない。器官は存在現象しているものである。
しかし、唯心といっても、唯識と言っても、その本質は一つである。詳しく分けて論ずれば、「唯心」の語は、修行する段階（因位）にも悟って仏になった段階（果位）にも通じるが、「唯識」と称するときには、人間がどのように認識推論するかによるので、悟りを開く前の修行中の段階（因位）のみに通用する。「唯」とは簡別の意味で、識以外に法（存在）がないことを簡別して「唯」という。「識」とは了別の意味である。了別の心に略して3種（初能変、第二能変、第三能変）、広義には8種（八識）ある。これをまとめて「識」といっている。

## 識と存在
唯識といって、以上のように唯八識のみであるというのは、一切の物事がこの八識を離れないということである。八識のほかに存在（諸法）がないということではない。おおよそ区分して五法（五種類の存在）としている。(1)心、(2)心所、(3)色、(4)不相応、(5)無為である。この前の四つを「事」として、最後を「理」として、五法事理という。
1. 心（心王, citta） - 識それ自体。心の中心体で「八識心王」ともいわれる。
2. 心所 (caitasika) - 識のはたらき。心王に付随して働く細かい心の作用で、さらに6種類に分類し、遍行・別境・善・煩悩・随煩悩・不定（ふじょう）とし、さらに細かく51の心所に分ける。心所有法、心数法とも訳される。
3. 色 (rūpa) - 肉体や事物などのいわゆる物質的なものとして認識される、心と心所の現じたもの。
4. 不相応行 (viprayukta-saṃskāra) - 心と心所と色の分位の差別。心でも物質でもなく、しかも現象を現象たらしめる原理となるもの。
5. 無為 (asaṃskṛta) - 前四法の実性。現象の本質ともいうべき真如。

さらに心を8、心所を51、色を11、不相応行を24、無為を6に分けて別々に想定し、全部で百種に分けることから、五位百法と呼ばれる。なお倶舎論では「五位七十五法」を説いており、それを発展させたものと考えられる。

## 三島由紀夫と唯識
三島由紀夫の最後の作品となった『豊饒の海』四部作は唯識をモチーフの一つに取り入れている。第四部「天人五衰」の最終回入稿日に、三島は陸上自衛隊市ヶ谷駐屯地で割腹自決（三島事件）した。
澁澤龍彦は、三島が唯識論に熱中していたことを『三島由紀夫をめぐる断章』で触れ、唯識論とは何かを三島に問われた宗教学者の松山俊太郎が「あれは気違いにならなければわからない、正気の人にわかるわけがない。唯識説のよくできているところは、ちょうど水のなかに下りていく階段があって、知らない間に足まで水がきて、知らない間に溺れているというふうにできている。それは大きな哲学の論理構造であり、思想というものだ」と言った話、それを聞いた梅原猛が「感心している三島も三島だが、こんな馬鹿げた説を得々として開陳している仏教学者もないものだ」と批判した話に触れている。また、澁澤宅を訪ねた三島が、皿を一枚水平にし、もう一枚をその上に垂直に立てて、「要するに阿頼耶識というのはね、時間軸と空間軸とが、こんなふうにぶっちがいに交叉している原点なのではないかね」と言うので、「三島さん、そりゃアラヤシキではなくて、サラヤシキ（皿屋敷）でしょう」とからかった話も紹介している。

## 関係書籍
- 多川俊映 著 『唯識入門』 春秋社、四六、288頁、2013年9月　ISBN 978-4-393-13572-3 。
- 高崎直道 著 『唯識入門』 春秋社、231頁、2003年 ISBN 4-393-135229 。
- 師茂樹[注釈 3] 著 『大乗五蘊論』を読む (新・興福寺仏教文化講座) 単行本、春秋社、320頁、2015年9月、ISBN 978-4393135839 。
- 廣澤隆之 著 『唯識三十頌』を読む (TU選書) 単行本、378頁、2005/6、大正大学出版会、ISBN 978-4924297302 。
- 頼藤和寛[注釈 4]『自我の狂宴　エロス・心・死・神秘』創元社、1986年8月。ISBN 4-422-11079-9。
- 頼藤和寛『ココロとカラダを越えて　エロス・心・死・神秘』筑摩書房〈ちくま文庫〉、1999年4月。ISBN 4-480-03473-0。『唯識』を精神医学 の立場から解釈した書籍[注釈 5]。